# Olivio
Olivio is een Nederlands voormalig restaurant in Harderwijk.
Het dinerrestaurant verwierf in 2002 een Michelinster en behield die tot (zeker) 2005.